# Les Glycines
Les Glycines est une villa de style école de Nancy située au 5, rue des Brice, dans le parc de Saurupt à Nancy, en France.

## Histoire
Elle a été construite à partir de 1902 pour un négociant en vin, Charles Fernbach, par l'architecte Émile André.
Les travaux de maçonnerie sont exécutés par l'entreprise nancéienne Fournier et Defaut. La cheminée de la salle à manger est exécutée par les sculpteurs nancéiens Louis Burtin et Émile Surmély.
La cuisine, une partie de la façade et l'écurie-remise ont été transformées.

## Classement
Les écuries et le porche ont été inscrits aux monuments historiques par arrêté du 25 février 1994, puis l'ensemble de la villa, y compris le mur d'enceinte et ses grilles, a été classé par arrêté du 18 juillet 1996.